# Ирменгард фон Мюнценберг
Ирментруд (Ирменгард, Ирмгард) фон Мюнценберг (на немски: Irmengard von Münzenberg; Irmgard von Münzenberg; * пр. 1252; † пр. 1269) е благородничка от Мюнценберг и чрез женитба господарка на Вайнсберг.
Тя е третата дъщеря на Улрих I фон Мюнценберг († 1240) и съпругата му Аделхайд фон Цигенхайн († 1226), вдовица на граф Бурххард фон Шарцфелд-Лаутерберг († 1225), дъщеря на граф Рудолф II фон Цигенхайн († 1188) и Мехтхилд от Графство Нида.
През 1255 г. тя наследява заедно с шестте ѝ сестри брат си Улрих II фон Хаген-Мюнценберг († 1255).

## Фамилия
Ирменгард фон Мюнценберг се омъжва за Конрад II фон Вайнсберг († 1264), вторият син на граф Енгелхард III Руфус фон Вайнсберг († 1242) и съпругата му Луитгард фон Шюпф († сл. 1250), дъщеря на Валтер II Шенк фон Шюпф († сл. 1218) и Ирментруд фон Боланден († сл. 1256). Нейната сестра Кунигунда фон Мюнценберг († 1269) се омъжва пр. 17 май 1240 г. за неговия по-голям брат Енгелхард IV фон Вайнсберг ((† 1279).
Ирменгард фон Мюнценберг и Конрад II фон Вайнсберг имат децата:
- Конрад IV фон Вайнсберг (* пр. 1269; † 20 юли 1323, господар на Вайнсберг и фогт на Долна Швабия, женен I. пр. 3 април 1284 г. за Луитгард фон Нойфен (* пр. 1277; † 13 юли 1299), II. пр. 21 март 1311 г. за Агнес фон Хоенлое-Браунек-Браунек (* пр. 1305; † 23 май 1350)
- Енгелхард V 'Млади' († сл. 1276), господар на Вайнсберг, женен за жена († 1269)
- Юта († сл. 1259), омъжена сл. 1259 г. за шенк Еберхард IV фон Ербах, господар на Михелщат († 22 април 1312)

- Замъкът Мюнценберг
- Замъкът Вайнсберг (1515)
- Замъкът Вайнсберг